# 刘信达
刘信达（1968年8月24日—），原名宋祖興，笔名绪人，1975年开始文学创作，著有多部詩集和小說。2002年8月27日改名刘信达。2003年加入中国作家协会。其曾因評論娛樂圈人物而引起爭議。

## 争议
2008年，刘信达在博客发表《中国首富黄光裕曾栽倒在金巧巧的石榴裙下》、《金巧巧的另外一些破事》(又题为《金巧巧曾为吴启华之父堕过两次胎》)两篇文章，並被宋祖德轉載，結果兩人被金巧巧起诉。刘信达與宋祖德敗訴，兩人被判各自向金巧巧賠償10萬，並刪除相關文章，網絡上道歉7天。
2017年6月，杭州蓝色钱江小区发生纵火案，有传言指出“遇难女主人的丈夫林生斌有作案嫌疑”，但被林生斌否认，表示他乘坐飞机从广州飞往杭州，不在案发现场。刘信达对林生斌的上述言论持怀疑态度，随后他于2021年9月向航空公司查询林生斌的出行记录，均未发现其在2017年6月存在飞行记录，还将记录查询的通话录音发布在微博上。刘信达表示，他获得的林生斌个人信息是由网民提供的，通话录音发到网上的目的是要“揭穿林生斌的谎言”。2022年5月，林生斌将刘信达、微博公司告上法庭，法院于2024年1月判决刘信达构成对侵犯隐私权，要求在相应网络平台上使用发布侵权内容的账号向林生斌赔礼道歉，并置顶持续不少于72小时，同时赔偿林生斌精神损害抚慰金8000元和维权费用30000元。刘信达不服判决提出上诉，认为“其查询并公布林生斌的出行记录是正当的舆论监督，不构成侵犯隐私权”。

## 親屬
- 父亲：宋少荣
- 母亲：陆秀英
- 哥哥：宋祖德。現為娱乐圈评论家[1]。與劉信達一樣經常發表針對娛樂圈的評論，且風格類似[6]。早年還曾與劉信達一同參與過針對楊鈺瑩的炒作事件[2]。